# Kreml niżnonowogrodzki
Kreml niżnonowogrodzki (ros. Нижегородский Кремль) – twierdza w historycznym centrum Niżnego Nowogrodu i jego najstarszej części, główny kompleks społeczno-polityczny, historyczny i artystyczny miasta. Oficjalna rezydencja Pełnomocnika Prezydenta Rosji w Nadwołżańskim Okręgu Federalnym, Gubernatora Obwodu Niżnego Nowogrodu i Burmistrza Niżnego Nowogrodu. 
Znajduje się na prawym wysokim brzegu, u zbiegu rzek Wołgi i Oki. Północno-zachodnia część Kremla schodzi prawie do podnóża zboczy, południowo-wschodnia część góruje nad placem Minina i Pożarskiego, południowo-zachodnia część wznosi się nad dawną rzeką Pochajna i Placem Jedności Narodowej.

## Historia

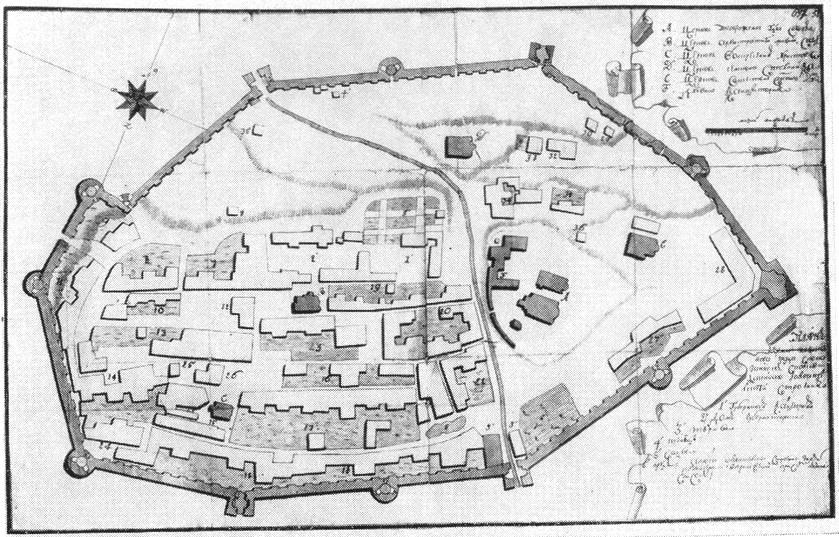
Plan Kremla z XVIII wieku

Za Iwana III Niżny Nowogród był miastem granicznym, miał stałą armię i służył jako miejsce zborów wojskowych podczas działań Księstwa Moskiewskiego przeciwko Chanatowi Kazańskiemu. W celu wzmocnienia obrony miasta rozpoczęto prace przy budowie murów twierdzy. Początkiem budowy kamiennego Kremla w Niżnym Nowogrodzie było położenie w 1508 roku w górnej części miasta Wieży Kłodowskiej. Główne prace przy budowie Kremla prowadzono pod kierunkiem wysłanego z Moskwy architekta Pietro Francesco (Peter Fryazin). W XVI w. Kreml był wielokrotnie oblegany i atakowany przez Tatarów Kazańskich (w 1521 i 1536 r.), nigdy jednak nie poddał się wojskom oblegającym. 

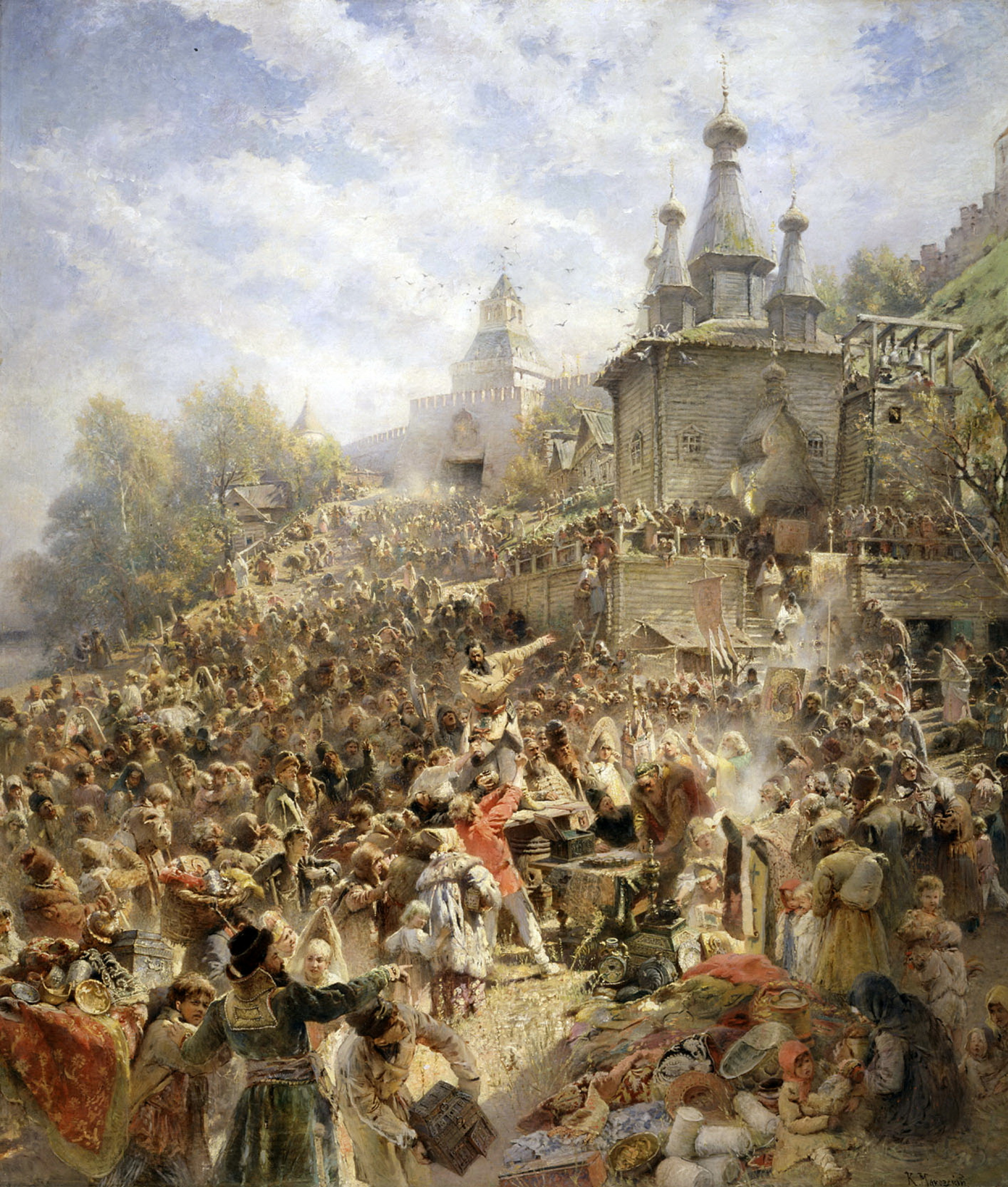
Kuzma Minin na placu w pobliżu kościoła Jana Chrzciciela i Wieży Iwanowskiej na Kremlu, wzywając ludzi do datków.Artysta Konstantin Makovsky (1896)

W 1611 r. wódz ziemski Kuźma Minin zaczął nawoływać mieszczan do walki wyzwoleńczej. Poparła go w tym rada miejska Niżnego Nowogrodu, dowódcy wojskowi i duchowieństwo. Po jego przemówieniu postanowiono zorganizować spotkanie mieszkańców Niżnego Nowogrodu. Mieszczanie najpierw bronili nabożeństwa w katedrze Spaso-Preobrażeńskiej na Kremlu. Następnie Minin z kruchty kościoła św. Jana Chrzciciela, w pobliżu Wieży Iwanowskiej na Kremlu, zaapelował do ludu z apelem o walkę wyzwoleńczą przeciwko polskim najeźdźcom okupującym Moskwę. Ludzie przyjęli słowa starszego. Mieszkańcy nie ograniczali się do dobrowolnych datków i podpisali „umowę” o oddaniu milicji części swojego majątku.
Po zebraniu funduszy Minin poruszył kwestię wyboru dowódcy wojskowego milicji ludowej. Książę Dmitrij Pożarski stał się taką osobą. Pod jego dowództwem milicja ruszyła do Moskwy, by wyzwolić ją od Polaków.
W styczniu 1714 r. Piotr I utworzył gubernię niżnonowogrodzką. Od tego czasu Kreml stał się centrum administracyjnym prowincji Niżny Nowogród i centrum Niżnego Nowogrodu.
Za panowania Katarzyny II w latach 1785–1790 przeprowadzono remont Kremla, podczas którego rozebrano dach leżący na blankach muru. W rezultacie pod wpływem opadów atmosferycznych mur murów zaczął się stopniowo zapadać. Rozebrano zewnętrzne obwarowania wieży głównej, a w latach 1834–1837 zasypano fosę, co obniżyło wysokość Kremla o około 4 metry. Jednocześnie dolne kondygnacje baszt znajdowały się pod ziemią, co prowadziło do ich zalewania wodami gruntowymi i stopniowego niszczenia. W tym samym czasie cały Kreml został pobielony, a jego dachy przemalowane na czerwono.

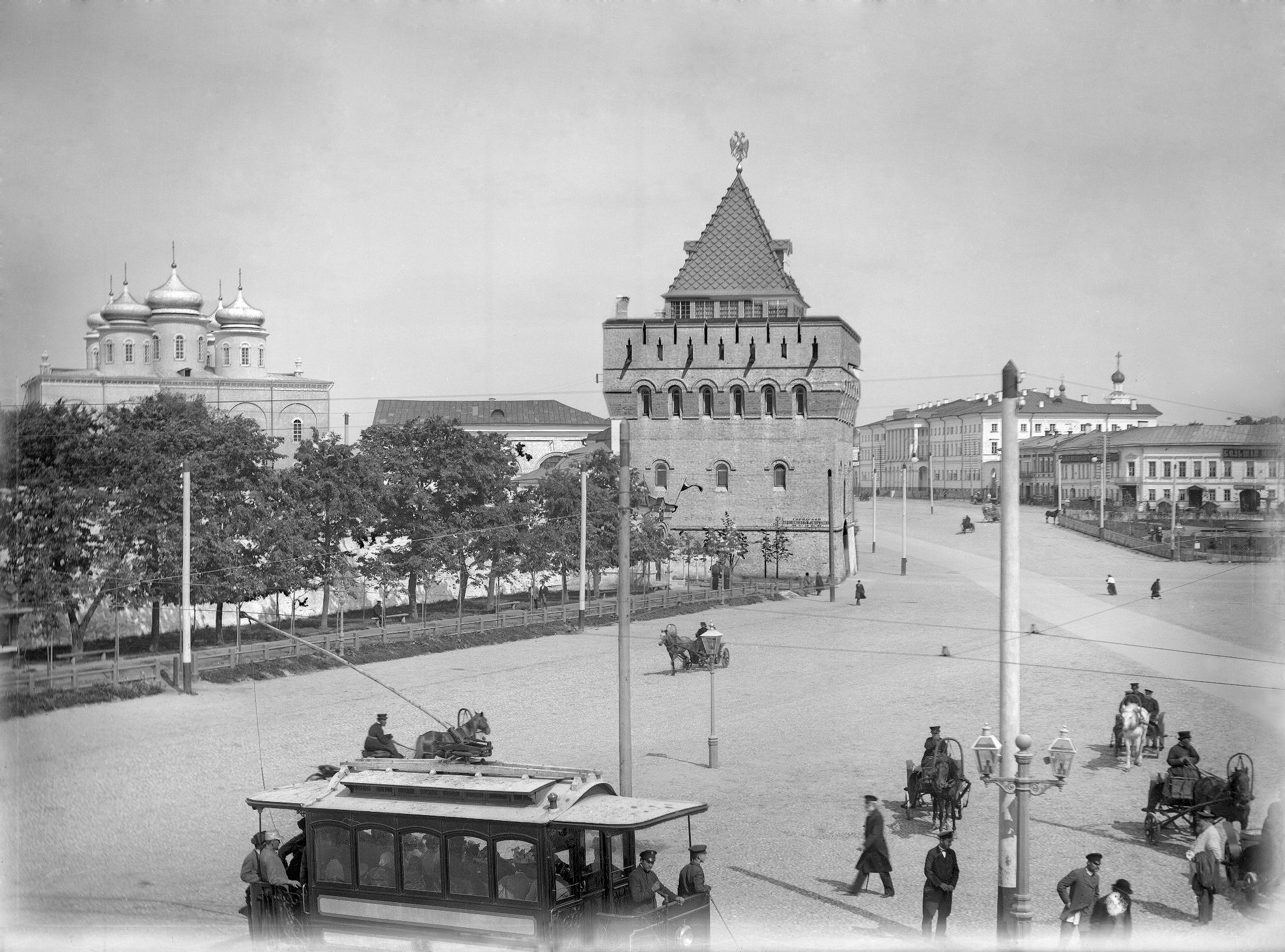
Wieża Dmitrijewska, fot. Maksym Dmitriew (1896)

Kiedy rozpoczęła się Wojna Ojczyźniana 1812 r., Z murów Kremla wyruszyła nowa milicja z Niżnego Nowogrodu. W tym czasie Kreml nie był budowlą obronną, ale w 1894 r. Rozpoczęto odbudowę Wieży Dmitrijewskiej. Autorem projektu i kierownikiem odbudowy był architekt Nikołaj Sułtanow. Poinstruowano go, aby przerobił go na muzeum sztuki i historii. Aby to zrobić, konieczne było przywrócenie wieży do jej wiodącej pozycji na Kremlu. Muzeum zostało otwarte w 1896 roku. W tym samym czasie Wieża Dmitrijewska ponownie bardzo się zmieniła, uzyskując wygląd niezwykły dla Kremla w Niżnym Nowogrodzie. Na szczycie dachu umieszczono dwugłowego orła – herb Imperium Rosyjskiego. Cały Kreml został ponownie całkowicie wybielony.
Aby dostać się na Kreml, od strony ulicy Rożdiestwienskiej, w 1896 roku zbudowano kolejkę linową. Z jego pomocą zwiedzający wspięli się z kościoła Jana Chrzciciela na teren twierdzy. Ale istniał stosunkowo krótko. W 1926 r. Kolejka linowa została zamknięta, ponieważ wzdłuż Kongresu Zełenskiego zbudowano linię tramwajową, łączącą ulicę Rozdiestwienską i Bolszaję Pokrowską.
Wraz z dojściem do władzy bolszewików na Kremlu w Niżnym Nowogrodzie zaszły istotne zmiany. Został ponownie przemalowany na czerwono, a dachy na wieżach stały się zielone. Z Wieży Dmitrijewskiej usunięto dwugłowego orła; zamiast tego umieszczono flagę ZSRR. Zburzono także Sobór Przemienienia Pańskiego – na jego miejscu wzniesiono Dom Sowietów.

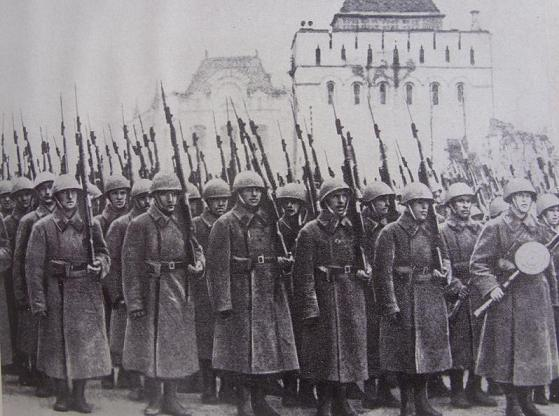
Żołnierze 322 Dywizji Piechoty przed wysłaniem na front na tle Wieży Dmitrijewskiej

W latach 1935–1937 nad Kremlem zawisło nowe zagrożenie. Władze zdecydowały się na rozbudowę Placu Sowieckiego, w związku z czym konieczne było wyburzenie części muru, a w szczególności Wieży Dmitrowskiej. Jednak wybuch II wojny światowej uniemożliwił realizację tego planu. 22 czerwca 1941 r. Na Kremlu odbyło się posiedzenie Gorkiego Komitetu Obwodowego. Kreml zajmował wówczas znaczące miejsce w obronie Gorkiego. W czasie wojny rozebrano dachy wieży Tajnickiej, Północnej i Strażniczej, a na górnych platformach zainstalowano przeciwlotnicze karabiny maszynowe. Tak więc twierdza chroniła przestrzeń powietrzną miasta przed niemieckimi samolotami. Niemieccy piloci próbowali zbombardować most Kanawiński, ale po drodze napotkali ogień przeciwlotniczy Kremla.
30 stycznia 1949 r. Rada Ministrów RFSRR wydała dekret o odbudowie Kremla, który był częścią planu ogólnej poprawy miasta Gorki. 8 maja 1975 r. Na Kremlu uroczyście otwarto wystawę „Mieszkańcy miasta Gorki na froncie”, poświęconą pamięci o wyzysku robotniczym mieszkańców miasta Gorki podczas II wojny światowej.

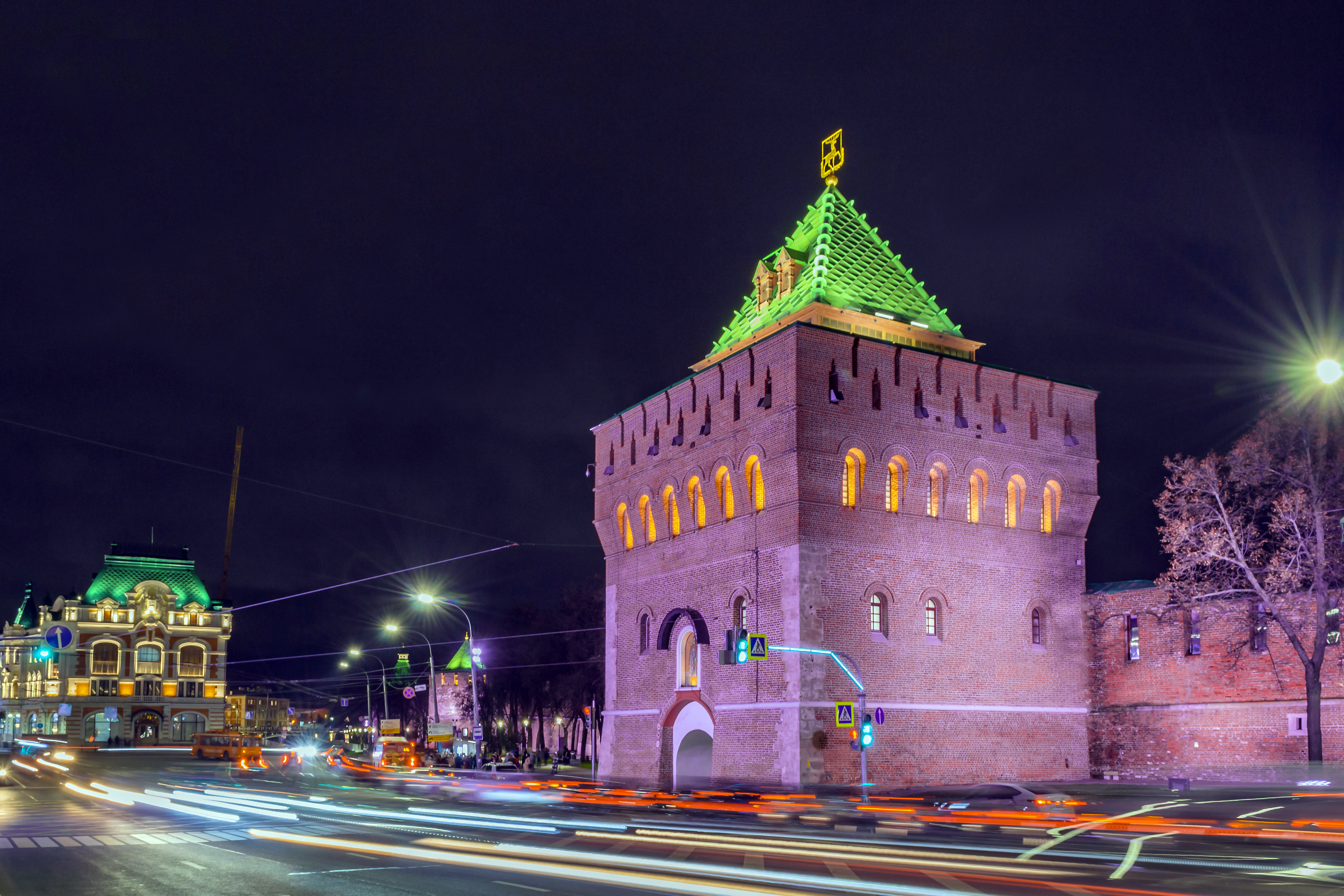
Wieża Dmitrijewska i budynek Rady Miejskiej. 2022

Po rozpadzie Związku Radzieckiego w 1991 roku prace konserwatorskie ustały. Około 2005 roku mur Kremla spowodował niebezpieczne pęknięcia w kilku miejscach. Ponadto w wielu miejscach mur kruszył się, porastał mchami i porostami.
Wykorzystanie twierdzy jako miejsca wycieczek również pogorszyło się w ostatnich dziesięcioleciach. Mała brama między wieżą Tajnicką a wieżą Północną została zamurowana bez śladu od wewnątrz i zamknięta od zewnątrz. Całe wieże zajmowały organizacje zewnętrzne: służba gospodarcza, placówka Wiecznego Płomienia, klub rekonstruktorów. W wielu niszach muru Kremla wykonano przeszklenia, otwarto pawilony handlowe do sprzedaży pamiątek, zwane „Miastem Mistrzów”. Do 2020 roku sklepy z pamiątkami znajdowały się również w przejściu Wieży Dmitriewskiej. Teraz znajdują się w aneksie w pobliżu wieży Iwanowskiej i wieży Zegarowej.
W 2012 roku przeprowadzono przebudowę Wieży Zachatskiej, po której zamknięto pierścień murów Kremla. W tym samym czasie na terenie Kremla, obok istniejącego Zgromadzenia Ustawodawczego Obwodu Niżnego Nowogrodu, powstał kolejny budynek rządowy.
W 2021 roku rozpoczęto zakrojone na szeroką skalę prace doraźne i remonty dekoracyjne samej twierdzy, które zbiegły się w czasie z 800-leciem miasta. W tym samym dniu rocznicowym na terenie Kremla otwarto model z brązu „Historyczny obraz Niżnego Nowogrodu na początku XX wieku”, który przedstawia Kreml w Niżnym Nowogrodzie oraz 480 istniejących i utraconych budynków historycznych.

## Wieże Kremla

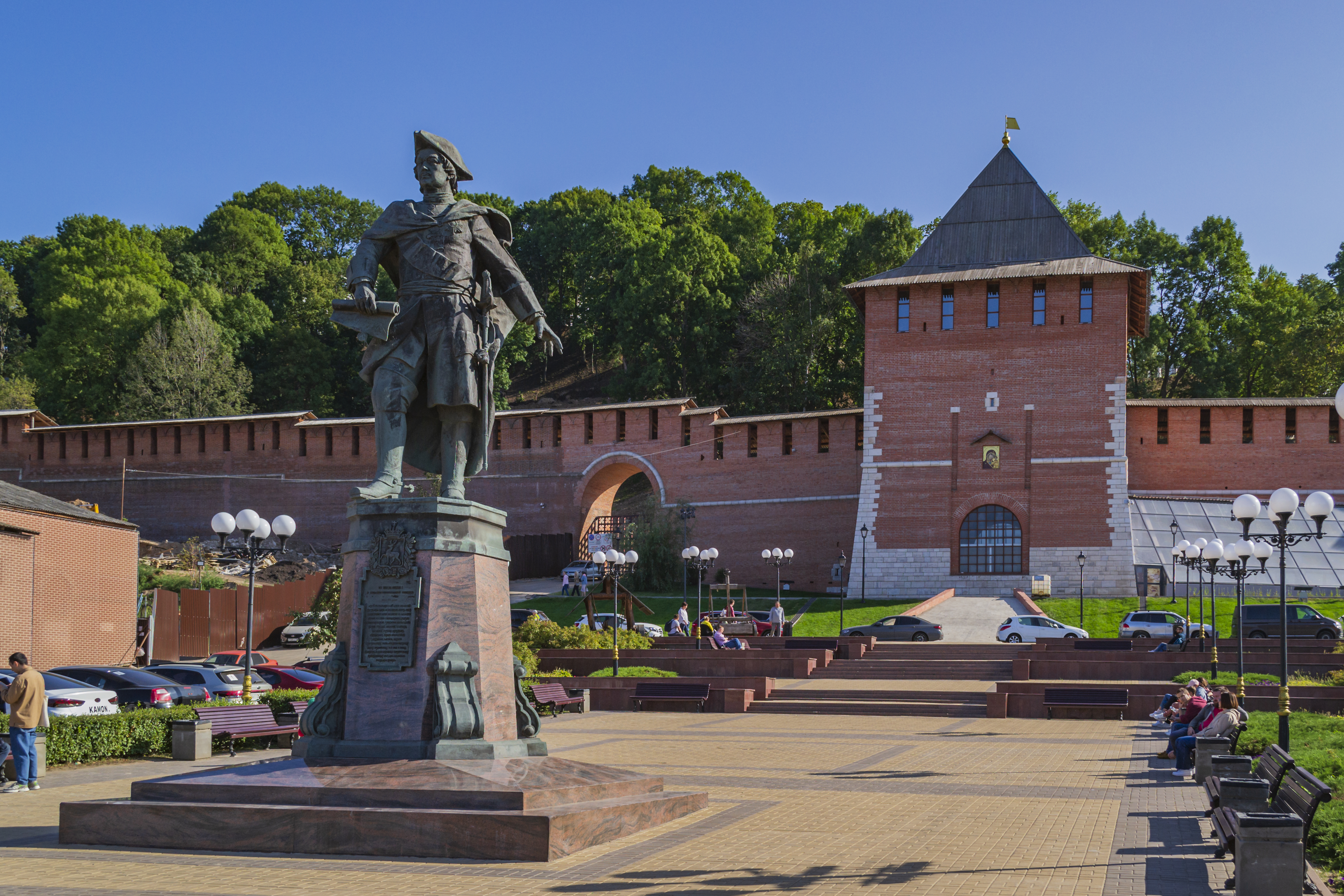
Pomnik Piotra I i Wieża Zachatiewska

1. Wieża Georgiewska
2. Wieża Borisoglebska
3. Wieża Zachatiewska
4. Biała Wieża
5. Wieża Iwanowska
6. Wieża zegarowa
7. Wieża północna
8. Wieża Tajnicka
9. Wieża Koromysłowa
10. Wieża Nikolskaja
11. Wieża spiżarnia
12. Wieża Dmitrijewska
13. Wieża prochowa

## Świątynie Kremla

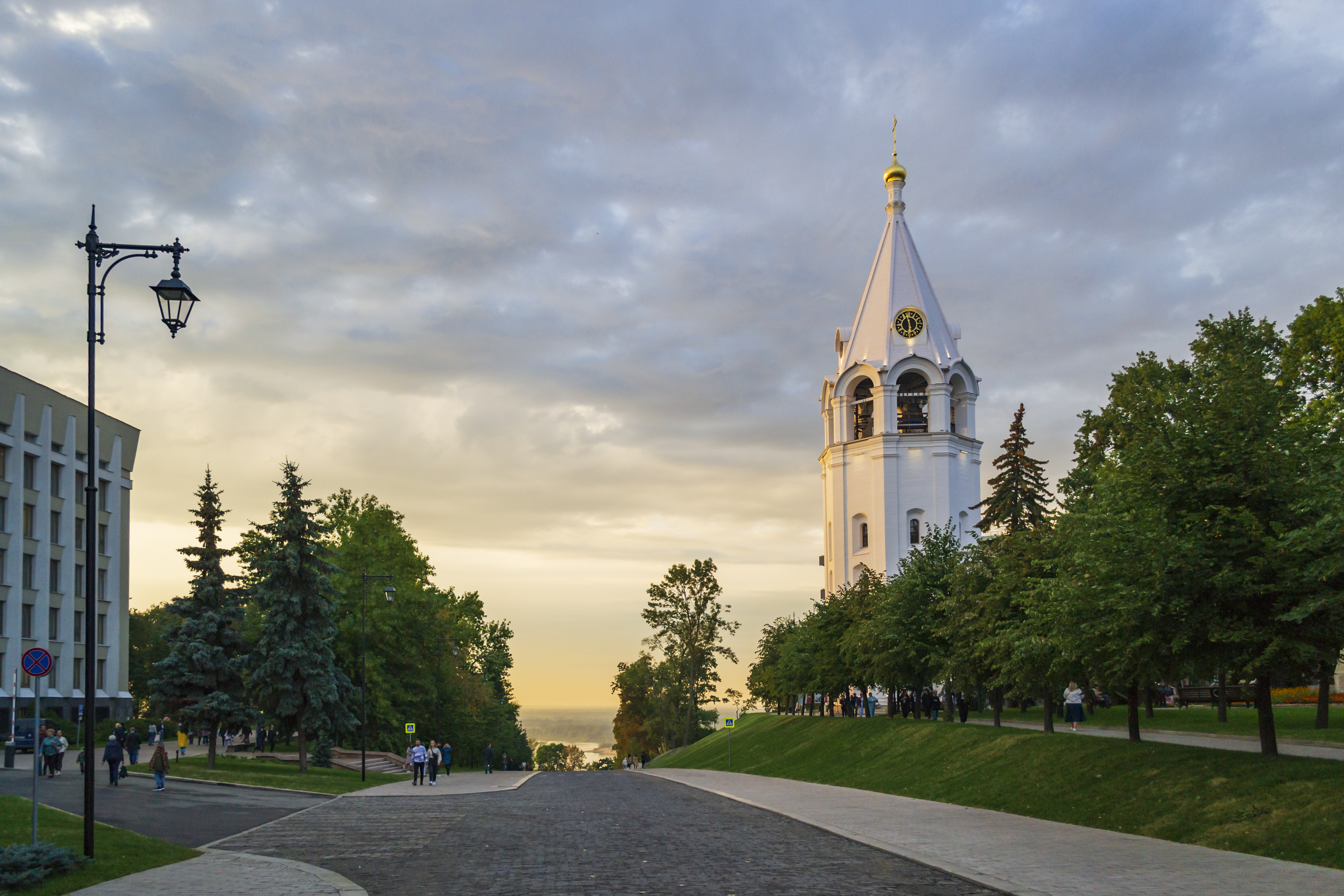
Dzwonnica katedry Przemienienia Pańskiego

- Dzwonnica katedry Przemienienia Pańskiego
- Katedra św. Michała Archanioła
- Kościół Symeona Słupnika
- Kościół św. Mikołaja Cudotwórcy (maneż)